# Гельфанд, Михаил Сергеевич
Михаи́л Серге́евич Гельфа́нд (род. 25 октября 1963) — российский биоинформатик. Доктор биологических наук (молекулярная биология), кандидат физико-математических наук (биофизика). Член Европейской Академии. Профессор, вице-президент по биомедицинским исследованиям Сколковского института науки и технологий. Заведовал Учебно-научным центром «Биоинформатика» в Институте проблем передачи информации имени Харкевича (ИППИ). Заместитель главного редактора газеты «Троицкий вариант — наука». Один из основателей вольного сетевого сообщества «Диссернет». Член Совета Общества научных работников. Входит в совет просветительского фонда «Эволюция». Бывший член Общественного совета при Министерстве образования и науки РФ.

## Биография
Окончил механико-математический факультет МГУ. В 1993 году в Институте теоретической и экспериментальной биофизики под научным руководством доктора физико-математических наук С. Г. Гиндикина защитил диссертацию на соискание учёной степени кандидат физико-математических наук по теме «Предсказание сайтов сплайсинга и белок-кодирующих областей в ДНК высших эукариот» (специальность — 03.00.02 «биофизика»). Официальные оппоненты — доктор физико-математических наук В. И. Иванов и кандидат физико-математических наук А. А. Миронов. Ведущая организация — Институт молекулярной генетики РАН.
В 1998 году в Государственном НИИ Генетики и селекции промышленных микроорганизмов защитил диссертацию на соискание учёной степени доктора биологических наук по теме «Компьютерный анализ и предсказание функциональных особенностей последовательностей ДНК» (специальность 03.00.03 Молекулярная биология).
В 2007 году присвоено учёное звание профессора по специальности «биоинформатика».
Заведовал учебно-научным центром «Биоинформатика» в Институте проблем передачи информации РАН. Был уволен 7 мая 2024 года на фоне конфликта новой дирекции института, назначенной Минобрнауки, с сотрудниками института. В ходе того же конфликта из института уволили и ряд других несогласных с линией нового руководства сотрудников.

### Научная деятельность
В сферу научных интересов входят: сравнительная геномика, метагеномика, метаболическая реконструкция и функциональная аннотация генов и белков, поиск регуляторных сигналов, эволюция метаболических путей и регуляторных систем, альтернативный сплайсинг, статистические особенности последовательностей ДНК.

### Общественная деятельность
М. С. Гельфанд известен также своей гражданской активностью. Является одним из основателей и активистов сетевого сообщества «Диссернет», занимающегося выявлением злоупотреблений, махинаций и подлогов в области защиты диссертаций и присвоения учёных степеней в России. С 1 июня 2024 года покинул сообщество Диссернет.
В 2008 году стал одним из составителей скандальной статьи «Корчеватель».
В октябре 2012 года избран в Координационный совет российской оппозиции (по общегражданскому списку). В феврале 2013 года записал для проекта «Против гомофобии» видеообращение в поддержку ЛГБТ-сообщества. Автор тезиса о необходимости преобразования Российской академии наук в «клуб учёных» и популярного афоризма «Трагедия начнётся не тогда, когда некому будет написать статью в Nature, а когда некому будет прочитать статью в Nature».
В сентябре 2014 года подписал заявление «Круглого стола 12 декабря» в поддержку мира с Украиной.
В конце 2015 года Михаил Гельфанд стал одним из инициаторов создания просветительского фонда «Эволюция», пришедшего на замену фонду «Династия» Дмитрия Зимина, ранее в том же году признанному «иностранным агентом». После создания фонда Михаил вошёл в его совет.
В феврале 2022 года выступил против вторжения России на Украину, подписал открытое письмо российских учёных и научных журналистов с осуждением вторжения России на Украину и призывом вывести российские войска с украинской территории.

## Семья
Происходит из известной советской научной династии.
Дед — математик Израиль Моисеевич Гельфанд. Бабушка — математик Зоря Яковлевна Шапиро.
Отец — математик Сергей Израилевич Гельфанд.

## Научные труды

### На русском языке
- Гельфанд М. С. Статистический анализ областей сплайсинга млекопитающих // Молекулярная биология. 1989. Т. 23. № 5. 1428—1439.
- Гельфанд М. С. Коды генетического языка и естественный язык // Вопросы языкознания. 1990. № 6. С. 60—70.
- Цепеткова И. Л., Гельфанд М. С. Некоторые статистические особенности сайтов сплайсинга позвоночных и беспозвоночных // Биофизика. 1997. Т. 42. № 1. С. 8291.
- Ройтберг М. А., Астахова Т. В., Гельфанд М. С. Комбинаторный алгоритм для высокоспецифичного распознавания белок-кодирующих областей в последовательностях ДНК высших эукариот // Молекулярная биология. 1997. Т. 31. № 1. С. 2632.
- Гельфанд М. С., Пугачев В. В., Евграфов О. В. Новый член семейства повторов MER2 обнаружен в промоторной области гена XI1 человека // Доклады РАН. 1997. Т. 354. № 5. С. 690—695.
- Гельфанд М. С. Компьютерный анализ последовательностей ДНК // Молекулярная биология. 1998. Т. 32. № 1. С. 107—124.
- Кривенцева Е. В., Макеев В. Ю., Гельфанд М. С. Статистический анализ экзон-интронной структуры генов высших эукариот // Биофизика
- Назипова Н. Н., Коровина Т. Б., Овербик Р., Гельфанд М. С. Статистический анализ и предсказание бактериальных сайтов связывания рибосом // Биофизика

### На других языках
- Gelfand M. S. Statistical analysis of mammalian pre-mRNA splicing sites // Nucleic Acids Research. 1989. V. 17. N. 15. 6369—6382. PMID 2528123
- Gelfand M. S. Computer prediction of the exon-intron structure of mammalian pre-mRNAs // Nucleic Acids Research. 1990. Y. 18. N. 19. P. 5865—5869. PMID 2216778
- Gelfand M. S. Statistical analysis and prediction of the exonic structure of human genes // Journal of Molecular Evolution[англ.]. 1992. Y. 35. N. 2. P. 239—252. PMID 1518091
- Gelfand M. S. Genetic language: metaphore or analogy // BioSystems. 1993. V. 30. P. 277—288. PMID 8374081
- Pevzner Р. А., Gelfand M. S., eds. Computer Genetics. A special issue on computational molecular biology // BioSystems. 1993. V. 30.
- Gelfand M. S., Mironov A. A., Pevzner P. A. Spliced alignment: a new approach to gene recognition // Lecture Notes in Computer Science[англ.]. 1996. V. 1075. P. 141—158.
- Gelfand M. S., Mironov A. A., Pevzner P. A. Gene recognition via spliced sequence alignment // Proceedings of the National Academy of Sciences. 1996. V. 93. P. 9061-9066.
- Gelfand M. S., Koonin E. V. Avoidance of palindromic words in bacterial and archaeal genomes: a close connection with restriction enzymes // Nucleic Acids Research. 1997. V. 27. P. 2430—2439.
- Sze S.-H, Roytberg М. А., Gelfand M. S., Mironov A. A., Astakhova T. V., Pevzner P. A. Algorithms and software for support of gene identification experiments // Bioinformatics[англ.]
- Mironov A. A., Roytberg M. A., Pevzner P. A., Gelfand M. S. Performance guarantee gene predictions via spliced alignment // Genomics

## Документальные фильмы
- «Повелитель биоинформатики. Михаил Гельфанд», режиссёр Анатолий Малкин, 2020[27][28].